# 花招
花招（英語：Sleight of hand，又稱變戲法，讀音ⓘ］）是指不同藝術形式中的表演藝人用作娛樂或操作的精細動作技能。它與近景魔術、紙牌魔術、花切和偷竊有著緊密關聯。花招常常被誤解成魔術的一種分支，皆因魔術師大量使用和練習；然而，它是娛樂的一門獨立類型，而不少藝人視花招為一種獨立技能來練習。廣受讚頌的花招先驅者包括丹和戴夫、瑞奇·杰、德里克·德爾高迪奧、大衛·考柏菲、揚·弗里施、諾伯特·費雷、戴·福農、卡迪尼、托尼·斯萊迪尼及海爾德·吉馬良斯。

## 詞源與歷史
「sleight」一字源自古諾斯語，解作「靈巧或狡詐的運用，尤指用於欺騙」。片語「sleight of hand」則解作「快速的手指」或「捣蛋鬼手指」。拉丁语和法语的常見同義詞分別為「prestidigitation」及「legerdemain」。拉丁文學白銀時代的哲學家塞內卡曾著名地就修辭技巧和幻術進行比較。

### 與近景魔術的關聯
花招經常用於近景魔術之中—觀眾在魔術師身旁表演手法，通常在身體接觸或在3至4米（10至13英尺）內進行。這種緊密接觸消除了「假觀眾」和使用秘密裝置之理論。魔術師在表演花招時，會利用日常用品作為道具，如遊戲牌、硬幣、橡皮圈、紙張、電話，甚至是鹽瓶。一個表演出色的花招看起來像一個普通、自然且完全天真無邪的手勢，為一種在手部位置或身體姿勢上的改變。除了雙手的靈巧度，近景魔術中的花招亦取決於運用心理学、時機、錯誤引導和自然的動作編排，以營造一種魔術效果。

### 與舞台魔術的關聯
花招在舞台魔術表演中並不常見，皆因大多數魔術活動及特技表演都會利用對更多人可見的物件而進行；不過，不少舞台表演者也偶爾會使用花招。於舞台上最常見、用花招表演的魔術計有繩索魔術及紙牌魔術，當中前者一般與一名觀眾一同進行，以杜絕出現走狗的可能性；後者則主要利用桌子進行，而桌上一支用作現場錄製的鏡頭可讓其餘觀眾透過大屏幕上欣賞表演。世界公認的舞台魔術師大衛·考柏菲於其舞台表演中經常出現以花招為特色的幻覺。

### 與紙牌作弊的關聯
花招雖然常為用於娛樂及幽默用途，但亦因於賭場及赌博設施中作為作弊技倆使用而惡名昭彰。於紙牌遊戲中，利用花招的常見專業作弊方式包括手心摸牌、換牌、丟牌和偷牌。這種做法需要和多年的實踐。鑒於這些原因，花招一詞在許多賭場往往與不誠實、欺詐二詞有負面的關聯，而不少聞名中外的魔術師亦被公開禁止進入賭場，如英國心靈主義者、近景魔術師德倫·布朗被禁止進入英國所有賭場。

### 與花切的關聯

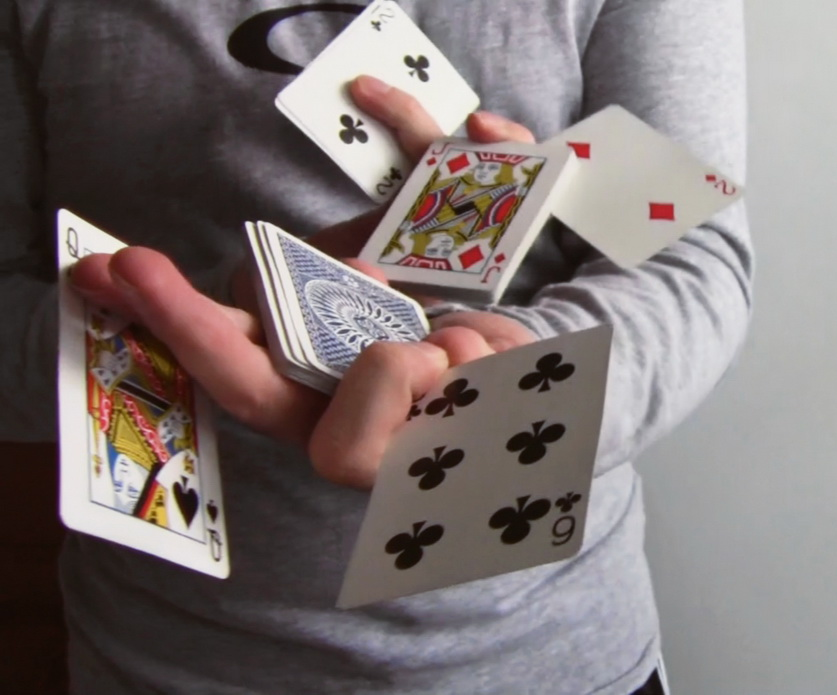
花切與花招息息相關

與紙牌魔術和紙牌作弊不同，花切單純與印象有關，與幻覺、欺騙、誤導，或其他常用於紙牌魔術和紙牌作弊的元素無關。花切為紙牌花式的藝術所在，旨在於視覺上為觀眾帶來深刻印象，並表現出一種難以表演的景象。紙牌花式通常與紙牌魔術有關連，但不少花招藝人在表演花切的時候沒有認為自己是魔術師，又或對紙牌魔術有真正的興趣。

### 與紙牌投擲的關聯
一般而言，紙牌投擲藝術包括以極高速和極準確的情況下投擲標準遊戲牌，而這種投擲的力度需能夠切開胡蘿蔔甚至甜瓜等水果。投擲紙牌與花切一樣，旨在於視覺上為觀眾帶來深刻印象，亦不包含魔術元素。自從魔術師瑞奇·杰於1977年出版名為《紙牌如武器》的書籍後，除了銷量佳、口碑好外，亦令紙牌投擲於花招行業內變得通俗化。部份魔術（包含近景魔術和舞台魔術）與紙牌投擲息息相關。

### 印刷文獻
- Henry, Hay. . Dover Publications. 1975. ISBN 978-0-486-21808-3.
- Hugard, Jean; Braué, Frederick (编). . Courier Corporation. 2012. ISBN 978-0486156682.
- Jones, Jessica. . Simon and Schuster. 2007. ISBN 978-1416571384.
- Jay, Joshua. . Workman Publishing. 2008. ISBN 978-0761159681.
- Longe, Robert. . Sterling Publishing Company. 2003. ISBN 978-1402700279.
- Ostovich, Helen; Hopkins, Lisa (编). . Ashgate Publishing. 2014. ISBN 978-1472432865.
- Scarne, John. . Courier Corporation. 2003. ISBN 978-0486427799.
- Tarr, William. . Vintage Books. 1976. ISBN 0-394-72202-7.
- Whaley, Barton; Bell, John (编). . Transaction Publishers. 1991. ISBN 978-1412819435.

### 網路文獻
- Jones, Finn-Olaf. . Forbes. 2006-04-22  [2015-02-26]. （原始内容存档于2012-06-20）.
- Singer, Mark. . The New Yorker. 1993-04-05  [2015-02-26]. （原始内容存档于2022-07-11）.
- . Oxford Dictionaries. 2015  [2015-02-26]. （原始内容存档于2016-04-19）.
- Wells, Dominic. . The Times. 2008-01-26  [2015-02-26]. （原始内容存档于2016-03-05）.

## 外部連結
- YouTube上的花招 （页面存档备份，存于）
- Card Tricks網站上的花招